# Colocleora abdicata
Colocleora abdicata là một loài bướm đêm trong họ Geometridae.